# Hillsboro, Missouri
Hillsboro är administrativ huvudort i Jefferson County i Missouri. Hillsboro har varit huvudort i countyt sedan 1839.